# سیارک ۲۱۸۳
سیارک ۲۱۸۳ (به انگلیسی: 2183 Neufang، نامگذاری:1959OB) دو هزار و صد و هشتاد و سومین سیارک کشف شده‌است که در ۲۶ ژوئیه ۱۹۵۹ کشف شد.
قدر مطلق سیارک برابر ۱۱٫۵۰ است.